# Balthasar Raith

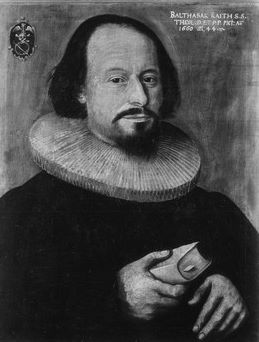
Balthasar Raith in der Tübinger Professorengalerie

Balthasar Raith (* 8. Oktober 1616 in Schorndorf; † 5. Dezember 1683 in Tübingen) war ein württemberger evangelisch-lutherischer Theologe und Rektor der Universität Tübingen.

## Leben und Wirken
Balthasar Raith besuchte die Lateinschule in Schorndorf, studierte während Dreißigjährigen Krieges in der Klosterschule von Bebenhausen und im Tübinger Stift Theologie und orientalische Sprache, wurde Magister, Repetent sowie Diakonus in Tübingen, 1646 Pfarrer und Spezialsuperintendent in Derendingen, 1656 außerordentlicher Professor der Theologie und Superattendent des fürstlichen Stipendiums in Tübingen. Als Dr. theol. wurde er 1660 ordentlicher Professor und Stadtpfarrer, 1662 Dekan und Obersuperattendent des Collegium illustre.
Er las vorzugsweise über hebräische Sprache und Exegese des Alten Testaments, hielt Disputationen und Predigtübungen und machte sich besonders verdient um die praktische Ausbildung der jungen Theologen. Er war unter anderem sechsmal Rektor der Universität Tübingen. Im Jahr 1680 trat er wegen zunehmender Altersschwäche in den Ruhestand und starb, nachdem er zuletzt Gedächtnis, Sehkraft und Sprache verloren hatte, an einem wiederholten Schlaganfall im Alter von 67 Jahren.
Seine Zeitgenossen rühmen seine philologische und theologische Gelehrsamkeit, seine praktische Geschäftsgewandtheit, vor allem aber seinen trefflichen Charakter, seine aufrichtige Frömmigkeit und Wohlthätigkeit. Er stand in freundschaftlichen Beziehungen zu verschiedenen Männern, die sich damals nach den Verwüstungen des dreißigjährigen Krieges die Erneuerung des christlichen Volks- und Gemeindelebens zur Aufgabe machten, insbesondere zu Philipp Jacob Spener, dem er sein bedeutendstes theologisches Werk, seine Verteidigung der lutherischen Bibelübersetzung gewidmet hat „Vindiciae versionis s. bibliorum Germanicae D. Lutheri etc.“ (Tübingen 1676). Seine 38 schriftstellerischen Arbeiten sind besonders biblisch-theologischen, polemischen und praktisch-erbaulichen Inhalts.